# ذو الشعر المسطح
ذو الشعر المسطح (الاسم العلمي: Abauba)، جنس حشرات خنفسية من فصيلة خنافس طويلة القرون. تم نشر الاسم العلمي باشكل الصحيح في عام 2009، من قبل سانتوس سيلفا وتافاكيليان (Santos-Silva & Tavakilian).

## الأنواع[2]
- Abauba ericae (Martins & Galileo, 1994)
- Abauba flavipes (Villiers, 1958)
- Abauba iani Santos-Silva & Tavakilian, 2009
- Abauba mediorufovittata Santos-Silva & Tavakilian, 2009
- Abauba napoensis Santos-Silva & Tavakilian, 2009